# (6349) Acapulco
(6349) Acapulco (1995 CN1) – planetoida z pasa głównego asteroid okrążająca Słońce w ciągu 4,36 lat w średniej odległości 2,67 j.a. Odkryta 8 lutego 1995 roku.